# بشته سماوات (مقاطعة غيلانغرب)
بشته‌سماوات (بالفارسية: پشته‌سماوات) هي قرية تقع في كرمانشاه في إيران. يقدر عدد سكانها بـ 73 نسمة بحسب إحصاء 2016.